# Chaudebonne
Chaudebonne település Franciaországban, Drôme megyében. Lakosainak száma 60 fő (2022. január 1.). Chaudebonne Bouvières, Arnayon, Gumiane, Saint-Ferréol-Trente-Pas, Valouse, Vesc és Villeperdrix községekkel határos.

## Népesség
A település népességének változása:
| Lakosok száma | 45   | 47   | 48   | 63   | 54   | 53   | 56   | 61   | 61   | 60   |
|               | 1968 | 1982 | 1990 | 2006 | 2013 | 2015 | 2017 | 2019 | 2020 | 2022 |